# Enteromonas
Genre
Enteromonas est un genre de protistes de la famille des Enteromonadidae.

## Liste d'espèces
Selon BioLib (5 mars 2019) :
- Enteromonas caviae Lynch, 1922
- Enteromonas foecalis Penso, 1932
- Enteromonas fonsecai Yakimov, 1923
- Enteromonas hominis da Fonseca, 1915
- Enteromonas intestinalis da Fonseca, 1918
- Enteromonas lagostomi Cunha & Muniz, 1927
- Enteromonas rati
- Enteromonas suis
- Enteromonas wenyoni Cunha & Muniz, 1927